# 심재홍 (공무원)
심재홍(沈載鴻, 1933년 4월 27일 ~ )은 대한민국의 공무원이다.

## 학력
- 1956년 : 건국대학교 법학 학사[1]
- 1968년 : 국방대학원 행정학 석사 수료

### 비학위 수료
- 1989년 : 서울대학교 경영대학원 최고경영자과정 수료
- 1996년 : 연세대학교 언론홍보대학원 최고위과정 수료

## 경력
- 1966년 ~ 1968년 : 경기도 시흥군수[2]
- 1968년 ~ 1969년 : 제5대 경기도 의정부시장[2]
- 1971년 ~ 1974년 : 제16대 충청남도 대전시장[3]
- 1974년 ~ 1976년 : 경기도 기획관리실장
- 1976년 ~ 1978년 : 제주도 부지사, 충청남도 부지사
- 1978년 ~ 1980년 : 경기도 부지사
- 1980년 ~ 1982년 : 청와대 정무제2수석비서관[2]
- 1982년 ~ 1983년 : 내무부 민방위본부장
- 1983년 : 민주정의당 서울시당 사무국장
- 1983년 ~ 1988년 : 제22대 전라북도지사[1]
- 1988년 ~ 1989년 : 제4대 정무제1장관 보좌관(정무제1차관)[4]
- 1989년 ~ 1992년 : 제26대 인천직할시장[5]
- 1992년 ~ 1993년 : 제24대 경기도지사[4]
- 1994년 ~ 1995년 : 대한교육보험 주식회사 부사장
- 1995년 : 경기도지방행정동우회장
- 1995년 : 대한적십자사 중앙위원 겸 경기지사 회장[4]
- 1996년 : 경기도민회 부회장
- 1997년 : 민주평화통일자문회의 자문위원
- 서울아리랑로타리클럽 회장
- 2007년 1월 ~ 2008년 12월 : 제11대 경기도민회장[4]

## 상훈
- 황조근정훈장(2등급)